# Stóra Dímun

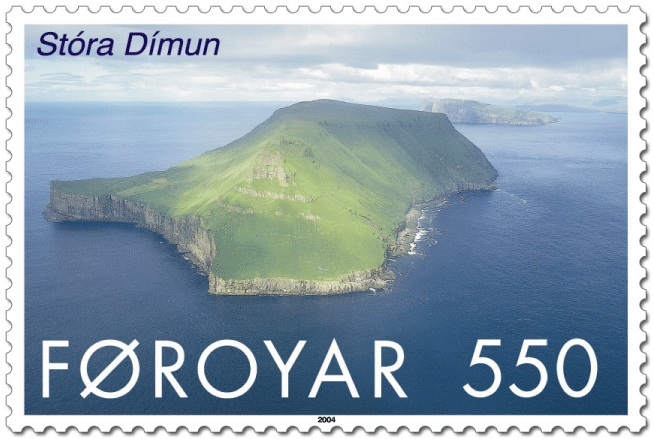
Segell amb fotografia àrea de Stóra Dímun

Stóra Dímun (Gran Dímun) és una illa del sud de les Fèroe, la setzena més petita amb només 2,6 km². És muntanyosa (alçada màxima: 396 m al Høgoyggj) i només accessible amb mar tranquil. Actualment només és habitada per una desena de persones (2021), si bé antigament havia tingut més habitants, tal com palesa la Saga Faereyinga (Saga dels feroesos) del segle xiii. Fins a la dècada de 1920 hi havia restes d'una església.
L'illa forma part del grup d'illes anomenades Útoyggjar (illes exteriors o perifèriques en feroès), que tenen en comú la mala comunicació amb la resta d'illes i escassa població.